# Дрешу, Сяомин
Ван Сяомин (кит. упр. 王晓明, пиньинь Wáng Xiǎomíng, род.14 июня 1963), в замужестве взявшая фамилию Дрешу (фр. Dréchou) — французская спортсменка китайского происхождения, игрок в настольный теннис, чемпионка Европы, призёр чемпионатов мира.

## Биография
Родилась в 1963 году в Ибине провинции Сычуань (КНР). В 1982 году переехала во Францию, в 1987 году получила французское гражданство. В 1991 году вышла замуж за французского спортивного журналиста и взяла его фамилию.
На чемпионате Европы 1990 года завоевала золотую медаль в смешанном разряде и бронзовую — в парном. В 1991 году стала обладательницей бронзовой медали чемпионата мира в составе команды. В 1992 году завоевала серебряную медаль чемпионата Европы в смешанном разряде, но на Олимпийских играх в Барселоне наград не получила. В 1996 году приняла участие в Олимпийских играх в Атланте, но вновь осталась без наград.